# Якопіно делла Скала
Якопіно делла Скала (*Jacopino della Scala, 2-а пол. XII ст. — між 1228 та 1248) — впливовий торговець і політичний діяч часів Середньовічної Верони.

## Життєпис
Походив з роду Скалігери. Син Лонардіно делла Скала та онук Балдуїна делла Скала. На відміну від діда спочатку не займався політикою, присвятивши себе торгівлі. Втім, тривалий час залишався містянином середнього статку.
Згодом став брати участь у політиці на боці гібеллінів. Від імператора Фрідриха II Гогенштауфена дістав посаду імператорського вікарія фортеці Остілія, а потім став подестою міста Черея (в подальшою передав у спадок старшому сину Мастіно).
Лише наприкінці життя зумів значно поліпшити майнове становище, встановивши вигідні торгівельними контакти з торгівцями Венеціанськоїі республіки, породичавшись з патриціанським родом Джустиніані. Помер між 1228 та 1248 роками (ймовірніша друга дата).

## Родина
1. Дружина — Еліза Супербі
Діти:
- Мастіно (д/н—1277), синьйор Верони у 1260—1277 роках
- Альберто (д/н—1301), синьйор Верони у 1277—1301 роках
- Федеріко Бокка (д/н—1269)
- Гвідо (д/н—1273), єпископ Верони

2. Дружина — Маргарита Джустиніані
Діти:
- Манфредо (1215—1256), канонік церкви Сан-Дзені